# Justice (album của Justin Bieber)
Justice là album phòng thu thứ sáu của nam ca sĩ kiêm sáng tác nhạc người Canada Justin Bieber. Nó được phát hành thông qua Def Jam Recordings vào ngày 19 tháng 3 năm 2021 và là album tiếp theo của anh sau Changes (2020). Album có sự xuất hiện của Khalid, Chance the Rapper, Kid Laroi, Dominic Fike, Daniel Caesar, Giveon, Beam, Burna Boy, Benny Blanco và TroyBoi. Được sản xuất bởi Andrew Watt, Skrillex, Finneas, Jon Bellion, Benny Blanco, The Monsters & Strangerz, Bieber và nhiều người khác.
Justice được bắt đầu bằng việc phát hành các đĩa đơn "Holy", "Lonely", "Anyone" và "Hold On", tất cả đều lọt vào top 20 tại Hoa Kỳ, lần lượt ở vị trí thứ ba, mười hai, sáu và hai mươi. Đĩa đơn thứ năm của album "Peaches", với sự góp mặt của Daniel Caesar và Giveon, đã đứng đầu bảng xếp hạng Billboard Hot 100, trở thành đĩa đơn quán quân thứ bảy của Bieber tại Mỹ. Ngoài ra, Justice đánh dấu album thứ hai của Bieber giành được vị trí số một bảng xếp hạng tại Mỹ, sau Purpose (2015).
Justice đã đứng đầu bảng xếp hạng của 10 quốc gia, bao gồm cả Billboard 200 của Hoa Kỳ, nơi nó đã thu về 154.000 đơn vị album trong tuần đầu tiên. Nó trở thành album quán quân thứ tám của Bieber trên bảng xếp hạng, và ở tuổi 27, anh trở thành nghệ sĩ solo trẻ nhất có được tám album quán quân tại Mỹ. Cùng với "Peaches" ra mắt ở vị trí quán quân trên Billboard Hot 100 trong cùng tuần, Bieber trở thành nam ca sĩ solo đầu tiên đứng đầu bảng xếp hạng Hot 100 và Billboard 200 cùng lúc. Cùng ngày, chỉ mười ngày sau khi phát hành, album đã được chứng nhận Vàng bởi RIAA. Justice nhận được những đánh giá chung tích cực từ các nhà phê bình âm nhạc, tập trung vào phần sản xuất và giọng hát của Bieber, trong khi những người khác phản đối ý tưởng và ca từ trong album.

## Tổng quan
Vào ngày 15 tháng 2 năm 2020, một ngày sau khi phát hành album phòng thu thứ năm Changes của Bieber, Bieber được phỏng vấn bởi Zane Lowe. Trong cuộc phỏng vấn, Bieber tiết lộ rằng anh mong muốn tạo ra thứ âm nhạc phản ánh những điều mà anh đã học được về sự cam kết và xây dựng lòng tin. Bieber cũng tuyên bố: "Có rất nhiều  [sic] mức độ cao hơn mà tôi hào hứng muốn đạt đến, điều đó thật thú vị. Nó mang lại cho tôi điều gì đó để mong đợi".
"Trong thời điểm có quá nhiều điều sai trái xảy ra với hành tinh tan vỡ này, tất cả chúng ta đều khao khát sự hàn gắn và công lý cho nhân loại. Khi tạo ra album này, mục tiêu của tôi là tạo ra thứ âm nhạc mang lại sự thoải mái, những bài hát mà mọi người có thể liên hệ và kết nối để họ cảm thấy bớt cô đơn hơn. Đau khổ, bất công và đau thương có thể khiến con người cảm thấy bất lực. Âm nhạc là một cách tuyệt vời để nhắc nhở nhau rằng chúng ta không đơn độc. Âm nhạc có thể là một cách để liên hệ và kết nối với nhau. Tôi biết rằng tôi không thể đơn giản giải quyết sự bất công bằng cách tạo ra âm nhạc nhưng tôi biết rằng nếu tất cả chúng ta làm phần việc của mình bằng cách sử dụng công sức của mình để phục vụ hành tinh này và lẫn nhau thì chúng ta sẽ gần như đoàn kết hơn rất nhiều. Đây là tôi làm một phần nhỏ. Phần của tôi. Tôi muốn tiếp tục cuộc trò chuyện về công lý trông như thế nào để chúng ta có thể tiếp tục hàn gắn."— Bieber mô tả nguồn cảm hứng cho album Justice của anh tại Rolling Stone, Rolling Stone

Trước khi phát hành đĩa đơn chính "Holy", vào ngày 18 tháng 9 năm 2020, Bieber và Chance the Rapper đã thảo luận về việc thực hiện Changes trên một buổi phát trực tiếp trên YouTube. Chance nói về việc nó khiến anh nhớ lại lúc Michael Jackson thực hiện album Off the Wall và nói rằng album là "một số bản nhạc hay nhất mà tôi từng nghe" và đó là "thứ âm nhạc đột phá".

## Thu âm
Ngay từ giai đoạn đầu đại dịch COVID-19, khi anh đang bị cách ly tại nhà của mình ở Toronto, Bieber đã được các nhạc sĩ, nhà quản lý, nhà xuất bản và nhà sản xuất gửi rất nhiều bản demo cho anh. Bieber đã thu âm những bài hát mà anh thích trong phòng thu tại nhà của mình. Bieber tiết lộ vào ngày 10 tháng 4 năm 2020 trong một buổi phát trực tiếp trên Instagram Live rằng anh đã thu âm một bài hát có tên "Anyone", bài hát này sau đó sẽ được phát hành dưới dạng đĩa đơn thứ ba của album. Vào ngày 18 tháng 4 năm 2020, trên Instagram Stories, Bieber nhận xét album mới của anh nghe có vẻ "tuyệt vời" theo quan điểm cá nhân mình. Việc thu âm Justice được thực hiện khi Bieber trở lại Los Angeles vài tháng sau đó. Trong khi album gần đây nhất của anh là Changes theo định hướng R&B, album này đã vượt qua giới hạn. Bieber bắt đầu viết bài hát "Peaches" tại nhà Andrew Watts, trong khi đang đi chơi với Shawn Mendes.
Ban đầu, nhóm của Bieber không có kế hoạch phát hành một album sớm như vậy và Bieber nhận ra rằng album sẽ được hoàn thành vào tháng 12 năm 2020. Vào ngày 22 tháng 1 năm 2021, Bieber chia sẻ cập nhật về album mới trên Instagram Stories. Anh viết: "Đang hoàn thành album này. Hãy theo dõi." Anh cũng chia sẻ một bức ảnh anh hát trong phòng thu. Vào ngày 26 tháng 1 năm 2021, Bieber viết trên Twitter rằng anh đang xem qua danh sách ca khúc cho album.

## Danh sách ca khúc
| STT              | Nhan đề                                         | Sáng tác | Sản xuất                                                          | Thời lượng |
| ---------------- | ----------------------------------------------- | --- | ----------------------------------------------------------------- | ---------- |
| 1.               | "2 Much"                                        | Justin Bieber Alexander Izquierdo Freddy Wexler Christian Valentin Brunn Josh Gudwin Gregory Eric Hein Gian Stone Sonny Moore Martin Luther King Jr. | Skrillex                                                          | 2:32       |
| 2.               | "Deserve You"                                   | Bieber Jonathan Bellion Ali Tamposi Michael Pollack Andrew Wotman Louis Bell                                                                         | Andrew Watt Louis Bell                                            | 3:07       |
| 3.               | "As I Am" (hợp tác với Khalid)                  | Bieber Khalid Robinson Scott Harris Hein Stefan Johnson Jordan K. Johnson Oliver Peterhof Gudwin Ido Zmishlany                                       | The Monsters & Strangerz German Josh Gudwin Ido Zmishlany         | 2:54       |
| 4.               | "Off My Face"                                   | Bieber Tia Scola Daniel James Leah Haywood Jake Torrey                                                                                               | Dreamlab Jake Torrey                                              | 2:36       |
| 5.               | "Holy" (hợp tác với Chance the Rapper)          | Bieber Chancelor Bennett Anthony M. Jones Bellion Tommy Brown Steven Franks Jorgen Odegard Pollack                                                   | Jon Bellion Tommy Brown Mr. Franks Jorgen Odegard Michael Pollack | 3:32       |
| 6.               | "Unstable" (hợp tác với the Kid Laroi)          | Bieber Charlton Howard Brittany Amaradio Rami Yacoub Gudwin James Gutch Hein                                                                         | Jimmie Gutch Aldae [b]                                            | 2:38       |
| 7.               | "MLK Interlude"                                 | King Jr. |                                                                   | 1:44       |
| 8.               | "Die for You" (hợp tác với Dominic Fike)        | Bieber Dominic Fike Tamposi Bellion Bell | Watt Bell                                                         | 3:18       |
| 9.               | "Hold On"                                       | Bieber Bellion Tamposi Wotman Bell Walter de Backer Luiz Bonfá                                                                                       | Watt Bell                                                         | 2:50       |
| 10.              | "Somebody"                                      | Bieber Ryan Tedder Yacoub Hein Gudwin Moore Bernard Harvey Ilya Salmanzadeh                                                                          | Skrillex Harv Ilya                                                | 2:59       |
| 11.              | "Ghost"                                         | Bieber Pollack S. Johnson J. Johnson Bellion | The Monsters & Strangerz Bellion                                  | 2:33       |
| 12.              | "Peaches" (hợp tác với Daniel Caesar và Giveon) | Bieber Ashton Simmonds Giveon Evans Wotman Bell Harvey Luis Martinez Jr.                                                                             | Harv Shndo [a]                                                    | 3:18       |
| 13.              | "Love You Different" (hợp tác với Beam)         | Bieber Tyshane Thompson Whitney Phillips Jordan Douglas Izquierdo Peterhof Marcus Lomax                                                              | The Monsters & Strangerz German Gudwin                            | 3:06       |
| 14.              | "Loved by You" (hợp tác với Burna Boy)          | Bieber Damini Ebunoluwa Ogulu Bellion Amy Allen Moore Jason Evigan                                                                                   | Skrillex Jason Evigan leriQ [b]                                   | 2:39       |
| 15.              | "Anyone"                                        | Bieber Pollack Raúl Cubina Wotman Bellion Izquierdo S. Johnson J. Johnson                                                                            | Watt Bellion The Monsters & Strangerz                             | 3:10       |
| 16.              | "Lonely" (hợp tác với Benny Blanco)             | Bieber Benjamin Levin Finneas O'Connell | Benny Blanco Finneas                                              | 2:29       |
| Tổng thời lượng: | Tổng thời lượng:                                | Tổng thời lượng: | Tổng thời lượng:                                                  | 45:25      |